# 총각 파티 (1957년 영화)
총각 파티(The Bachelor Party)는 미국에서 제작된 델버트 맨 감독의 1957년 영화이다. 돈 머리 등이 주연으로 출연하였고 해럴드 헥트 등이 제작에 참여하였다. 초연 당시 좋은 평가를 받았다.

## 출연

### 주연
- 돈 머리
- E. G. 마셜

### 조연
- 잭 워든
- 필립 애벗
- 래리 블라이든
- 퍼트리샤 스미스
- 캐럴린 존스
- 낸시 마샨드

## 제작진
- 의상: 메리 그랜트
- 보조 제작자: 패디 체이예프스키